# Нуайон
Нуайо́н, також Нойон (фр. Noyon) — муніципалітет у Франції, у регіоні О-де-Франс, департамент Уаза. У середньовіччі було центром Нуайонського єпископства-графства. Окраса міста — Нуайонський собор (Нуайонський Нотр-Дам). Населення — 12 987 осіб (01.01.2021). 
Муніципалітет розташований на відстані близько 95 км на північний схід від Парижа, 65 км на південний схід від Ам'єна, 70 км на схід від Бове.

## Історія
В Нуаньйоні, в церкві, що стояла на місті теперішнього Нуайонського собору в 768 році був коронований Карл Великий, а в 987 — родоначальник третьої і останньої гілки французьких королів, Гуго Капет.

## Демографія
Динаміка населення (Ehess і INSEE ):
Розподіл населення за віком та статтю (2006):
| Стать | Всього | До 15 років | 15-24 | 25-44 | 45-64 | 65-85 | Понад 85 |
| --- | ------ | ----------- | ----- | ----- | ----- | ----- | -------- |
| Чоловіки | 6808   | 1427        | 1007  | 1882  | 1524  | 870   | 98       |
| Жінки | 7456   | 1506        | 1001  | 1830  | 1691  | 1196  | 232      |
| \| Статево-вікова піраміда \| Статево-вікова піраміда \| Статево-вікова піраміда \| \| ----------------------- \| ----------------------- \| ----------------------- \| \| Чоловіки \| Вік \| Жінки \| \| 98 \| 85 + \| 232 \| \| 123 \| 80-84 \| 212 \| \| 208 \| 75-79 \| 366 \| \| 263 \| 70-74 \| 313 \| \| 276 \| 65-69 \| 305 \| \| 288 \| 60-64 \| 286 \| \| 419 \| 55-59 \| 429 \| \| 365 \| 50-54 \| 475 \| \| 452 \| 45-49 \| 501 \| \| 475 \| 40-44 \| 566 \| \| 400 \| 35-39 \| 400 \| \| 461 \| 30-34 \| 424 \| \| 546 \| 25-29 \| 440 \| \| 470 \| 20-24 \| 463 \| \| 537 \| 15-20 \| 538 \| \| 449 \| 10-14 \| 475 \| \| 450 \| 5-9 \| 555 \| \| 528 \| 0-4 \| 476 \| |        |             |       |       |       |       |          |
| Статево-вікова піраміда |        |             |       |       |       |       |          |
| Чоловіки | Вік    | Жінки       |       |       |       |       |          |
| 98 | 85 +   | 232         |       |       |       |       |          |
| 123 | 80-84  | 212         |       |       |       |       |          |
| 208 | 75-79  | 366         |       |       |       |       |          |
| 263 | 70-74  | 313         |       |       |       |       |          |
| 276 | 65-69  | 305         |       |       |       |       |          |
| 288 | 60-64  | 286         |       |       |       |       |          |
| 419 | 55-59  | 429         |       |       |       |       |          |
| 365 | 50-54  | 475         |       |       |       |       |          |
| 452 | 45-49  | 501         |       |       |       |       |          |
| 475 | 40-44  | 566         |       |       |       |       |          |
| 400 | 35-39  | 400         |       |       |       |       |          |
| 461 | 30-34  | 424         |       |       |       |       |          |
| 546 | 25-29  | 440         |       |       |       |       |          |
| 470 | 20-24  | 463         |       |       |       |       |          |
| 537 | 15-20  | 538         |       |       |       |       |          |
| 449 | 10-14  | 475         |       |       |       |       |          |
| 450 | 5-9    | 555         |       |       |       |       |          |
| 528 | 0-4    | 476         |       |       |       |       |          |

## Економіка
2010 року серед 8362 осіб працездатного віку (15—64 років) 5614 були активними, 2748 — неактивними (показник активності 67,1%, у 1999 році було 66,2%). З 5614 активних мешканців працювали 4202 особи (2286 чоловіків та 1916 жінок), безробітними було 1412 (688 чоловіків та 724 жінки). Серед 2748 неактивних 776 осіб було учнями чи студентами, 650 — пенсіонерами, 1322 були неактивними з інших причин.

У 2010 році в муніципалітеті числилось 5532 оподатковані домогосподарства, у яких проживали 13129,0 особи, медіана доходів виносила 13 669 євро на одного особоспоживача